# کلیتون خاویر
کلیتون خاویر (به پرتغالی: Cleiton Ribeiro Xavier) هافبک اهل برزیل است که در شهر São José da Tapera و در تاریخ ۲۳ مارس ۱۹۸۳ به دنیا آمده‌است.
کلیتون خاویر در تیم‌های فوتبال باشگاه فوتبال سنترو اسپورتیوو آلاگوانو سابقهٔ حضور دارد.